# Michael Sittow
Michael Sittow vagy Master Michiel, Michel Sittow, Michiel, Miguel (kb. 1469–1525) észt származású művész volt, aki 1468/69-ben született Revalban (ma Tallinn, Észtország fővárosa), és ott is halt meg 1525-ben. Sittow a korai németalföldi iskola képviselője volt, élete nagy részét udvari festőként a spanyol udvarban töltötte, elsősorban I. Izabella kasztíliai királynő, illetve más, Habsburg-házi, spanyol és németalföldi főnemesek szolgálatában. Korának egyik legfontosabb és legnagyobb hatású festője volt a flamand festészetben.

## Élete

### Családja és származása
Michael Sittow 1468-ban vagy 1469-ben született Revalban. Apja a festő és fafaragó Clawes (Claves, Claes) van der Sittow (vagy Suttow), anyja Margarethe Molner. Szülei első gyermeke, két öccse született még: Clawes és Jasper.
Apja, Clawes van der Sittow (? - 1482) származása nem tisztázott – neve alapján elképzelhető, hogy Zittow városból származott, vagy éppenséggel flamand származású. 1454-ben telepedett le Revalban, és 1457-ben lett a város teljes jogú polgára. Clawes gazdag embernek számított, számos háza volt a városban. Tagja volt a helyi festőcéhnek, amelynek értékbecslője lett 1479-ben.
Clawes van der Sittow 1468-ban vette feleségül Margarethe Molnert (? - 1501), egy finnországi svéd nemzetiségű, tehetős kereskedő, Olef Mölner (Olef Andersson Mölnare) lányát.
Michel Sittow előbb apja műhelyében tanult festést és szobrászatot, miközben a városi iskolában latint, aritmetikát és zenét tanult. Apja halála után (1482) Bruges-ba költözött és ott folytatta tanulmányait 1484-1488 között. Az elfogadott nézet az, hogy Hans Memling műhelyében volt tanítvány.
Miután letöltötte a tanulóidőszakot, Michel Sittow független festő lett, valamikor 1488-1491/92 között, bár nem lett tagja a bruges-i céhnek. Mint független portréfestő, feltehetően bejárta Európa déli részét, elsősorban Franciaországot és Itáliát, mivel a korabeli francia és olasz festészet jegyei is felbukkannak műveiben.

### A spanyol királyi udvar szolgálatában
1492-től Sittow a spanyolországi Toledóban dolgozott, mint I. Izabella kasztíliai királynő udvari festője. Izabella számos tudóst és művészt gyűjtött össze udvarában, ezek egyike volt Sittow is.

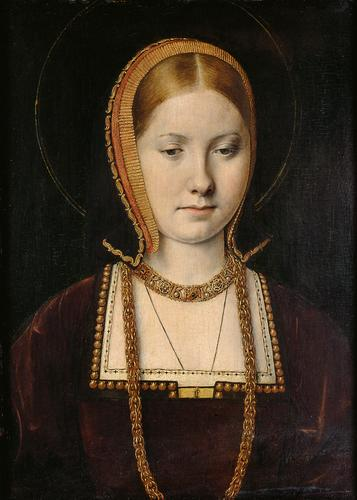
Az egyik portré, amelyet Sittownak tulajdonítanak, feltehetően Aragóniai Katalin angol királynét ábrázolja.

Izabella udvarában Sittowot Melchior Alemánként ismerték ("a német"), bár leveleikben I. Miksa német-római császár és Habsburg Margit egy bizonyos Mychel Flamencót ("Flamand Mihály") említenek, aki akár Sittow is lehetett. Idegen létére Sittow volt a kasztíliai udvar legjobban fizetett festője, évente 50 000 spanyol aranyat keresett, míg az utána következő Juan de Flandes csak 20 000 aranyat kapott egy évben. Kettejük közös, a királynő számára készült munkája a Krisztus és anyja, Mária életét ábrázoló kis méretű táblaképek sorozata.
Sittow hivatalosan egészen 1504-ig, Izabella haláláig állt a királynő szolgálatában, bár két évvel előtte elhagyta a spanyol udvart, és feltehetően Flandriába (Spanyol Németalföldre) utazott, és a királynő vejének, Szép Fülöp hercegnek festett, többek között II. Filibert savoyai herceg portréját vetette vászonra.

### Az angol királyi udvarban
Feltehetően 1503 és 1505 között Sittow Londonba látogatott, bár erről semmilyen írásos emlék nem maradt fenn; de szakértők szerint ő festette VII. Henrik angol király portréját, amelyet ma a National Portrait Gallery (London) őriz, és amelyet később Hans Holbein és mások is felhasználtak, amikor a király posztumusz portréit festették. Bár a kép eredetét nem sikerült még hitelt érdemlően tisztázni, de a képet (amely a National Portrait Gallery gyűjteményének legkorábban festett darabja) feltehetően I. Miksa és VII. Henrik közötti tárgyalások eredményeként festette meg - Henrik ekkor Miksa lányát, Habsburg Margit savoyai hercegnét akarta feleségül venni.
Amennyiben a Bécsi Szépművészeti Múzeumban őrzött kép valóban Izabella lányát, Aragóniai Katalint ábrázolja, aki Sittow feltételezett látogatásakor már özvegy volt (férje, Artúr walesi herceg hirtelen, a menyegző után nem sokkal megbetegedett, meghalt, és Katalint hamarosan Artúr öccsével, a későbbi VIII. Henrikkel jegyezték el), akkor ezt a képet Sittow valószínűleg a londoni utazás során festette. Két másik feltételezett Sittow-kép (az egyik Mária Magdalénát, a másik Szűz Máriát ábrázolja) is valószínűleg a fiatal Katalint ábrázolja, és a kasztíliai udvarban készülhetett, mielőtt Katalin elindult Angliába. A korabeli, elsősorban németalföldi festők körében bevett gyakorlat volt, hogy a királyi és nemesi udvarok tagjait használták modellnek vallásos tárgyú képeik festésekor. Sittow képeivel kapcsolatban azért nem sikerült hitelt érdemlően megállapítani, hogy Katalint ábrázolják, mivel nem maradt fenn másik, jó minőségű portré Katalinról.
A Berlinben őrzött Szűz Mária-kép feltehetően egy kétszárnyú oltárkép (diptichon) egyik része, amelynek másik része Washingtonban található, és Diego de Guevarát, egy spanyol udvari nemest ábrázolja, aki arról emlékezetes, hogy az Arnolfini házaspárt ábrázoló festményt ő ajándékozta 1516-ban Ausztriai Margitnak, Németalföld kormányzójának (ma a londoni National Galleryben található).

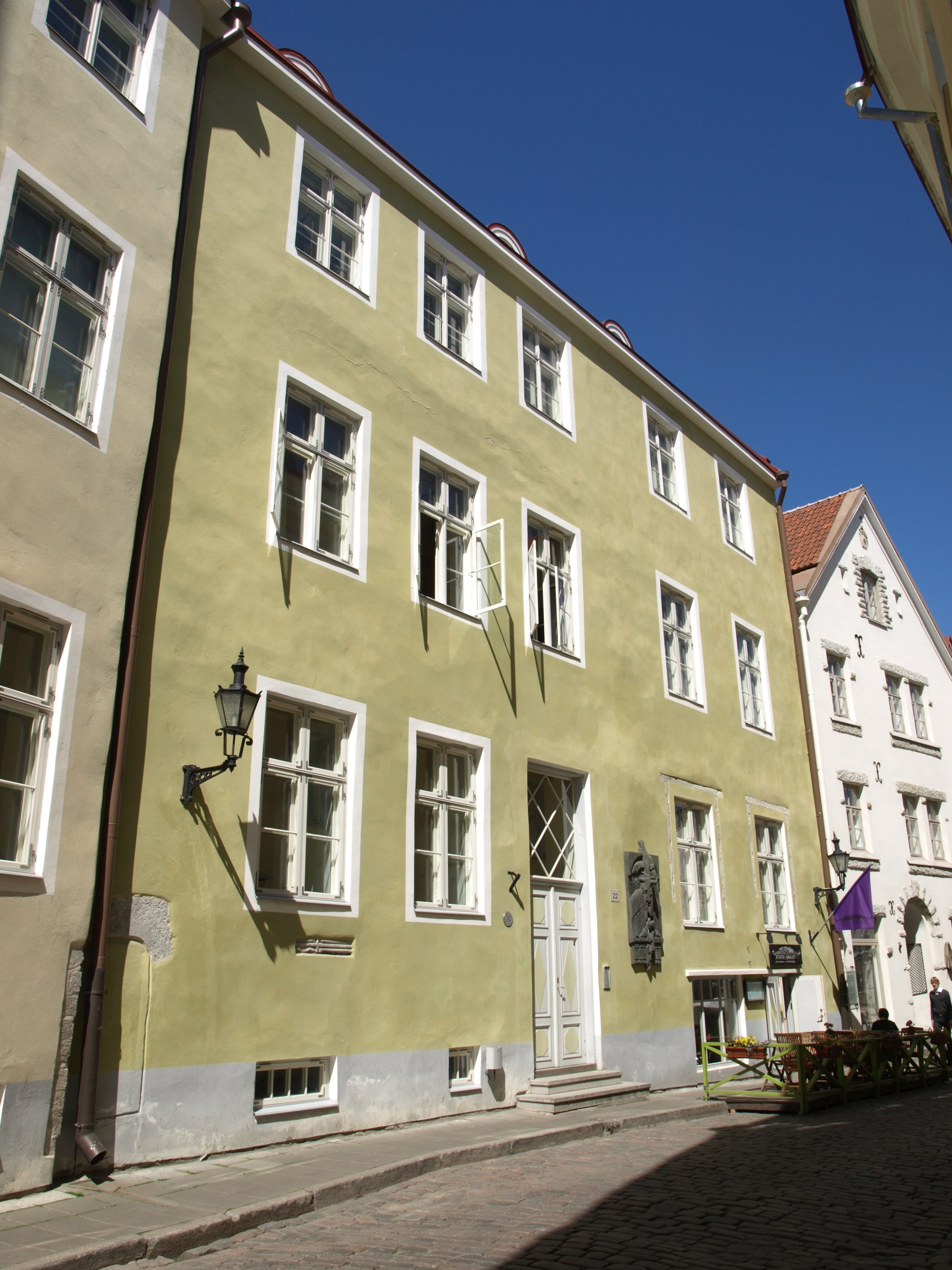
Michel Sittow szülőháza Revalban

### Visszatérés Revalba
Amikor Fülöp 1506-ban meghalt, Sittow ismét pártfogó nélkül maradt, és még ugyanebben az évben visszatért Revalba, ahol mostohaapja, Diderick van Katwijk üvegműves, megkaparintotta a szüleitől örökölt házakat, miután Sittow anyja 1501-ben meghalt. Van Katwijk 1501-ben ugyan elutazott a Brabanti Hercegségbe, és felajánlotta Sittownak, hogy megveszi az ingatlanokat, de az visszautasította az ajánlatot. Mivel a revali bíróság nem adott helyt Sittow keresetének, a Lübeckben található feljebbviteli bírósághoz fordult, ahol ugyan igazat adtak neki, de csak 1518-ban, mostohaapja halála után tudta birtokba venni a házakat.
Sittow a helyi festőket tömörítő Kanut-céh (németül Kanutigilde, észtül Kanuti gild) tagja lett 1507-ben. Azonban a céh nem fogadta el teljes jogú tagnak, bár Európában már elismert mester volt, mielőtt egy mesterművet nem készít. Sittow ezért helyi megrendelésekre dolgozott, többek között a finnországi Siuntióban található Szt. Péter-templomnak.
1514-ben Koppenhágába hívták, hogy megfesse II. Keresztély dán király portréját, amelyet menyasszonyának, Ausztriai Izabella infánsnőnek, Kasztíliai Izabella unokájának szánt. Az eredeti elveszett, másolatát ma a koppenhágai Statens Museum for Kunst őrzi.

### Ismét a spanyol udvar szolgálatában
Koppenhágáből Sittow ismét Spanyol-Németalföld felé indult, ahol Habsburg Margit kormányzó szolgálatába állt. Innen visszatért Spanyolországba és II. Ferdinánd aragóniai király, majd I. Károly, a későbbi V. Károly német-római császár udvari festője volt. Amikor V. Károly 1556-ban lemondott a trónról, csak egy Sittow által faragott szobrocskát és három festményt vitt magával a yustei kolostorba. Egyesek szerint egyébként Sittow azért utazott Spanyolországba, mert megpróbálta megszerezni egy elmaradt fizetségét, amivel még Izabella volt adósa.
1516-ban (vagy 1517-18-ban) Sittow ismét visszatért Revalba. 1518-ban feleségül vette Dorothie Allunszét, egy befolyásos és gazdag helyi kereskedő lányát. Fiuk, Michel, születése után nem sokkal meghalt. 1523-ban Sittow a Kanut-céh mestere lett.

### Halála
Michael Sittow feltehetően a pestis áldozata volt, Revalban halt meg 1525. december 20 és 1526. január 20. között. A helyi Szentlélek-templomban (észtül Pühavaimu kirik) temették el.

## Munkássága

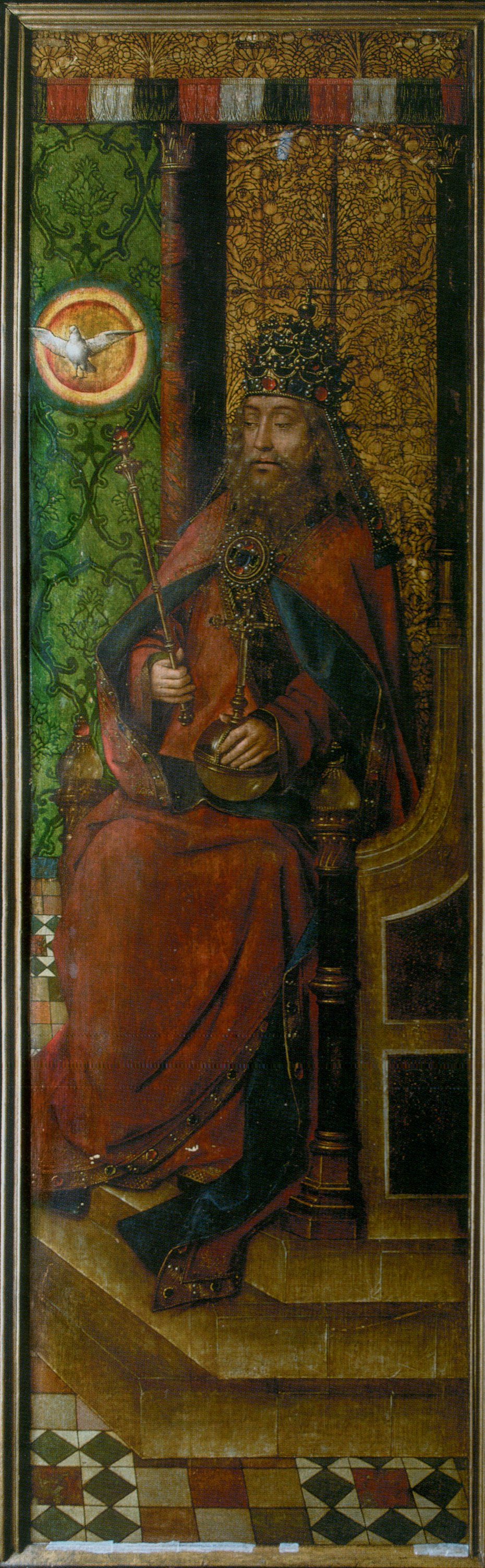
A tallinni Szt. Miklós-templom oltárképe

Halála után Michael Sittow neve évszázadokra jóformán feledésbe merült, amíg 1914-ben Max J. Friedländer német művészettörténész felvetette, hogy Master Michiel, aki Kasztíliai Izabella királynő udvari festője volt, festette a Burgos közelében felfedezett kettős oltárképet, amely egyik oldalán Szűz Máriát ábrázolja a gyermek Krisztussal, másik oldalán a Calatrava-rend egyik lovagját. Ezt követően a művészettörténészek behatóbban kezdték kutatni Master Michiel spanyolországi, németalföldi és dániai pályafutását, de csak 1940-ben, a balti német Paul Johansen művészettörténész javaslatára kapcsolták össze a revali Michael Sittowval.
Sittow művein áttetsző festékrétegek segítségével érte el az általa alkalmazott színek kifinomult, elegáns harmóniáját, amelyek mellett fejlett fényeffektusokat alkalmazott, a textilek ábrázolásának is nagy mestere volt. E. P. Richardson így jellemezte Sittowot: "/..a művész valamelyest Van Dyck késői pályájára emlékeztet; vallási tárgyú képek nagyszerű festője, de igazi tehetségét a portrékban mutatta meg. Korának egyik legnagyobb portréfestője élénk, elfogulatlan, tárgyilagos, elegáns és visszafogott képeivel." Specialitásai, a portrék mellett, a kisméretű vallási tárgyú képek voltak, amelyekben sikeresen tudott melankolikus hangulatot felidézni. Stílusát nagymértékben befolyásolta és alakította mestere, Hans Memling, illetve a korabeli portréfestő, Jean Perréal.
Kevés, ma is létező festményt tudtak azonban minden kétséget kizáróan Sittow alkotásaként azonosítani, mivel számtalan probléma merült fel.